# 岡山製紙
株式会社岡山製紙（おかやませいし、英: Okayama Paper Industries Co.,Ltd.）は、岡山県岡山市南区に本社を置き、板紙や美粧段ボール（果物用贈答箱など）を製造する東京証券取引所スタンダード市場上場企業である。

## 沿革
- 1907年（明治40年） 2月 - 岡山製紙株式会社として設立。
- 1990年（平成 2年） 8月 - 現商号に変更。（株式会社岡山製紙）
- 2000年（平成12年）12月 - ジャスダックに上場。
- 2009年（平成21年）11月 - 林原グループ（林原・太陽殖産）が持つ大部分の株式を王子製紙に譲渡、王子製紙の関連会社となる。
- 2011年（平成23年）12月 - 大阪営業所閉鎖。
- 2013年（平成25年） 7月 - 東京証券取引所と大阪証券取引所の統合に伴い、東京証券取引所JASDAQ（スタンダード）に上場。
- 2022年（令和4年）4月 - 東京証券取引所の市場区分の見直しにより、東京証券取引所のJASDAQ（スタンダード）からスタンダード市場に移行。